# Melina Matsoukas
Melina Matsoukas (griechisch Μελίνα Ματσούκα; * 14. Januar 1981) ist eine griechisch-amerikanische Musikvideo-Regisseurin, die seit 2006 bei der Produktionsfirma Black Dog Films unter Vertrag steht.

## Leben
Matsoukas hat griechische und kubanische Wurzeln. Sie ist Absolventin des American Film Institute und der New York University. Ihre Diplomarbeit gab es auf ihre produzierten Musikvideos.
Nach dem Start bei der inzwischen eingestellten Gorilla Flix Filmproduktionsfirma zählt Matsoukas zu den wichtigsten Black Dog Films / RSA im Jahr 2006, die sie vertritt zu diesem Datum.
Ihre Arbeit wird als „Kreide voll von leuchtenden Farben, knackigen schwarz-weiß Bildern, glatten Scheinwerfern und geschmacksvollen Retro-Video-Modellen“ bezeichnet.
Matsoukas sagt, dass teure Ausrüstung nicht erforderlich sei, um ein hochwertiges Video zu drehen. Man sollte immer so denken: „Ein gutes Video hat das Recht eine gute, konzeptualisierte Geschichte zu haben und sollte eine aufregende und entlockende Reaktion haben.“ In einem Interview für Venus Zine redete sie darüber, wie es ist ein Teil der Musikvideo-Welt zu sein: „Ich liebe es. Die schnelle Wende, die Kreativität.“ In Bezug auf das Konzept des Videos I Decided von Solange Knowles erklärte Matsoukas: „Dies ist ihr Konzept, so dass ich es definitiv nur entwickelt habe und meine Marke darauf gesetzt habe.“

## Filmografie

### 2006
- "Dem Girls" – Red Handed feat. Paul Wall & Scooby
- "Go ’Head" – Ali & Gipp
- "Need a Boss" – Shareefa
- "Cry No More" – Shareefa
- "Hey Hey" – 216
- "Money Maker" – Ludacris feat. Pharrell
- "Dangerous" – Ying Yang Twins feat. Wyclef Jean
- "Help" – Lloyd Banks

### 2007
- "Because of You" – Ne-Yo
- "Green Light" – Beyoncé
- "Kitty Kat" – Beyoncé
- "Suga Mama" – Beyoncé
- "Upgrade U" – Beyoncé feat. Jay-Z
- "Tambourine" – Eve
- "Do You" – Ne-Yo
- "Give It to You" – Eve
- "Bleeding Love" – Leona Lewis (International Version)
- "Hold It Don’t Drop It" – Jennifer Lopez
- "Sensual Seduction" – Snoop Dogg
- "How Do I Breathe" – Mario

### 2008
- "In My Arms" – Kylie Minogue
- "Wow" – Kylie Minogue
- "Modern World" – Anouk
- "Closer" – Ne-Yo
- "I Decided" – Solange Knowles
- "Just Dance" – Lady Gaga feat. Colby O’Donis
- "Energy" – Keri Hilson
- "Good Good" – Ashanti
- "Beautiful, Dirty, Rich" – Lady Gaga
- "Go Girl" – Ciara feat. T-Pain
- "Return the Favor" – Keri Hilson feat. Timbaland
- "Diva" – Beyoncé
- "Thinking of You" – Katy Perry

### 2009
- "I Will Be" – Leona Lewis
- "So Good" – Electrik Red
- "Not Fair" – Lily Allen
- "Sweet Dreams" (I Am... Tour interlude video) – Beyoncé
- "Touch My Hand" – David Archuleta
- "Work" – Ciara
- "I Look to You" – Whitney Houston
- "Million Dollar Bill" – Whitney Houston
- "Sex Therapy" – Robin Thicke
- "Never Knew I Needed" – Ne-Yo
- "Hard" – Rihanna feat. Young Jeezy

### 2010
- "Rude Boy" – Rihanna
- "Put It in a Love Song" – Alicia Keys feat. Beyoncé
- "Why Don’t You Love Me" – Beyoncé
- "Rockstar 101" – Rihanna feat. Slash
- "Gimmie Dat" – Ciara

### 2011
- "S&M" (Co-Regisseur: Rihanna) – Rihanna
- "Move Your Body" – Beyoncé
- "I’m Into You" – Jennifer Lopez feat. Lil Wayne
- "We Found Love" – Rihanna
- "You da One" – Rihanna

### 2012
- "Your Body" – Christina Aguilera

### 2014
- "Pretty Hurts" – Beyoncé

### 2016
- "Formation" – Beyoncé

### 2019
- Queen & Slim (Spielfilm, Regie und Produktion)

## Auszeichnungen (Auswahl)
Directors Guild of America Award
- 2020: Nominierung für das Beste Regiedebüt (Queen & Slim)[7]